# Qian Xiuling
Qian Xiuling (钱秀玲 - Qián Xiùlíng), nota anche con lo pseudonimo di Siou-Ling Tsien de Perlinghi (Yixing, 1912 – 2008), è stata una chimica cinese con cittadinanza belga.
Ha vinto una medaglia per aver salvato quasi 100 vite durante la seconda guerra mondiale in Belgio. A lei è intitolata una strada e dalla sua biografia è stato tratto un dramma televisivo di sedici episodi realizzato per la televisione cinese.

## Biografia

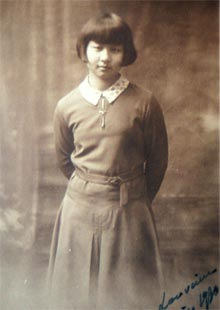
Qian Xiuling nel 1930

Qian è nata nel 1912 a Yixing, nella provincia di Jiangsu, da una famiglia numerosa e particolarmente unita.
Nel 1929 partì per l'Europa per studiare chimica all'Università Cattolica di Lovanio, in Belgio.

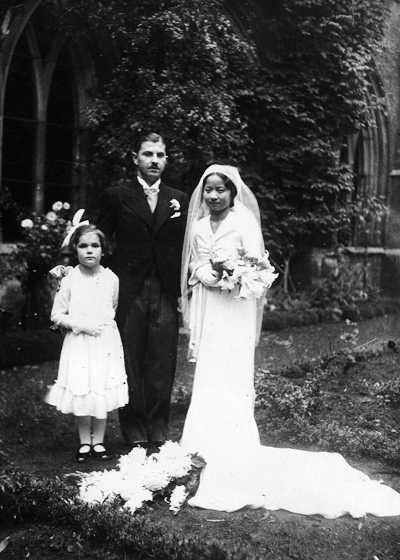
Qian durante lo sposalizio con Grégoire de Perlinghi nel 1933

Nel 1933 sposò Grégoire de Perlinghi, un medico belga, dopo aver rotto il fidanzamento con il fidanzato cinese, e andò a vivere con lo sposo a Herbeumont.
Nel 1939 una fonte suggerisce che si recò a Parigi nella speranza di studiare nel laboratorio di Marie Curie, ma l'intera struttura era stata spostata negli Stati Uniti a causa della guerra.
Nel giugno del 1940, mentre la città di Herbeumont era occupata dall'esercito tedesco, un giovane belga fece saltare in aria un convoglio militare. Il giovane fu condannato a morte, ma Qian, venuta a conoscenza della notizia, si ricordò di conoscere il generale tedesco che era al comando in Belgio. Aveva infatti conosciuto il generale Alexander von Falkenhausen mentre lavorava in Cina come membro della cooperazione sino-tedesca. Falkenhausen era stato consigliere di Chiang Kai-shek e aveva lavorato a stretto contatto con il cugino più anziano di Qian, il tenente generale Qian Zhuolun. Qian scrisse una lettera e partì in viaggio per incontrare Falkenhausen, che decise di usare la sua autorità per risparmiare il ragazzo.
Il 7 giugno 1944 Qian fu nuovamente contattata quando i tedeschi avevano preso 97 prigionieri belgi condannati a morte per vendicare tre ufficiali della Gestapo che erano stati uccisi nella vicina città di Écaussinnes. Nonostante fosse incinta del suo primo figlio, partì di nuovo in viaggio per incontrare Falkenhausen e chiedergli di intervenire. Quest'ultimo esitò inizialmente, ma alla fine accettò di liberare i prigionieri, sebbene sapesse che stesse disobbedendo ad un ordine. Il generale fu convocato a Berlino per spiegare la sua insubordinazione. Non fu processato, ma dopo la fine del conflitto fu arrestato per crimini di guerra e processato in Belgio nel 1951.
Qian partecipò al processo testimoniando a favore di Falkenhausen, che fu condannato a dodici anni per l'esecuzione di ostaggi e la deportazione di ebrei, ma fu rilasciato dopo tre settimane e si ritirò in Germania, dove morì nel 1966.

## Premi e riconoscimenti
Qian ricevette la medaglia della gratitudine belga 1940-1945 dal governo belga.
La storia di Qian fu trasformata in un dramma televisivo cinese di sedici episodi, Chinese Woman Facing Gestapo's Gun, con Xu Qing. Le è stata assegnata una medaglia dai belgi dopo la guerra, ma non ha mai raccontato alla sua famiglia in Cina la sua storia.
Nel 2003, la nipote di Qian, Tatiana de Perlinghi, ha realizzato un film documentario intitolato Ma grand-mère, une héroïne? (Mia nonna, un'eroina?).
Nel 2005, è stata ringraziata da Zhang Qiyue, l'ambasciatore cinese in Belgio, che ha visitato la casa di riposo dove viveva. Il marito di Qian morì nel 1966. Una strada fu chiamata "Rue Perlinghi" in suo onore nella città di Écaussinnes. Un romanzo di Zhang Yawen è stato pubblicato nel 2003 con il titolo inglese "Chinese Woman at Gestapo Gunpoint".